# XXX (альбом Кукрыниксов)
«XXX» — шестой по счёту альбом рок-группы «Кукрыниксы», вышедший в 2007 году. Первая презентация альбома состоялась 28 декабря 2008 года.

## Список композиций
Слова и музыка всех песен — Алексей Горшенёв, кроме отмеченных.
| №   | Название                  | Автор(ы)                        | Длительность |
| --- | ------------------------- | ------------------------------- | ------------ |
| 1.  | «Мастер-киллер»           | Алексей Горшенёв, Дмитрий Гусев | 5:33         |
| 2.  | «Холодно»                 |                                 | 4:11         |
| 3.  | «Карнавал»                | Алексей Горшенёв, Дмитрий Гусев | 3:01         |
| 4.  | «Мой новый мир»           |                                 | 3:34         |
| 5.  | «Падение»                 |                                 | 6:09         |
| 6.  | «Никто»                   |                                 | 3:55         |
| 7.  | «Крайние меры»            | Алексей Горшенёв, Дмитрий Гусев | 4:06         |
| 8.  | «Песня наивного человека» | Алексей Горшенёв, Дмитрий Гусев | 4:14         |
| 9.  | «Две звезды»              | Алексей Горшенёв, Дмитрий Гусев | 2:47         |
| 10. | «Тёмный город»            |                                 | 3:44         |
| 11. | «Шаги»                    |                                 | 4:30         |

## Участники записи
- Алексей Горшенёв — вокал, музыка, тексты.
- Дмитрий Гусев — гитара, музыка (1, 3, 7, 8, 9), клавишные.
- Роман Николаев — ударные.
- Дмитрий Оганян — бас-гитара.
- Станислав Майоров — звукорежиссёр.

### Приглашённые участники
- Хелависа — вокал (5).
- Игорь Воронов — вокал (9).